# Râul Hatnuța
Râul Hatnuța este un afluent al râului Suceava, situat în stânga acestui râu. 
Izvorăște de pe teritoriul comunei Calafindești și are o lungime de 19 km, dintre care 14 km se află pe teritoriul comunei Dărmănești, unde se varsă în râul Suceava.

## Fotogalerie

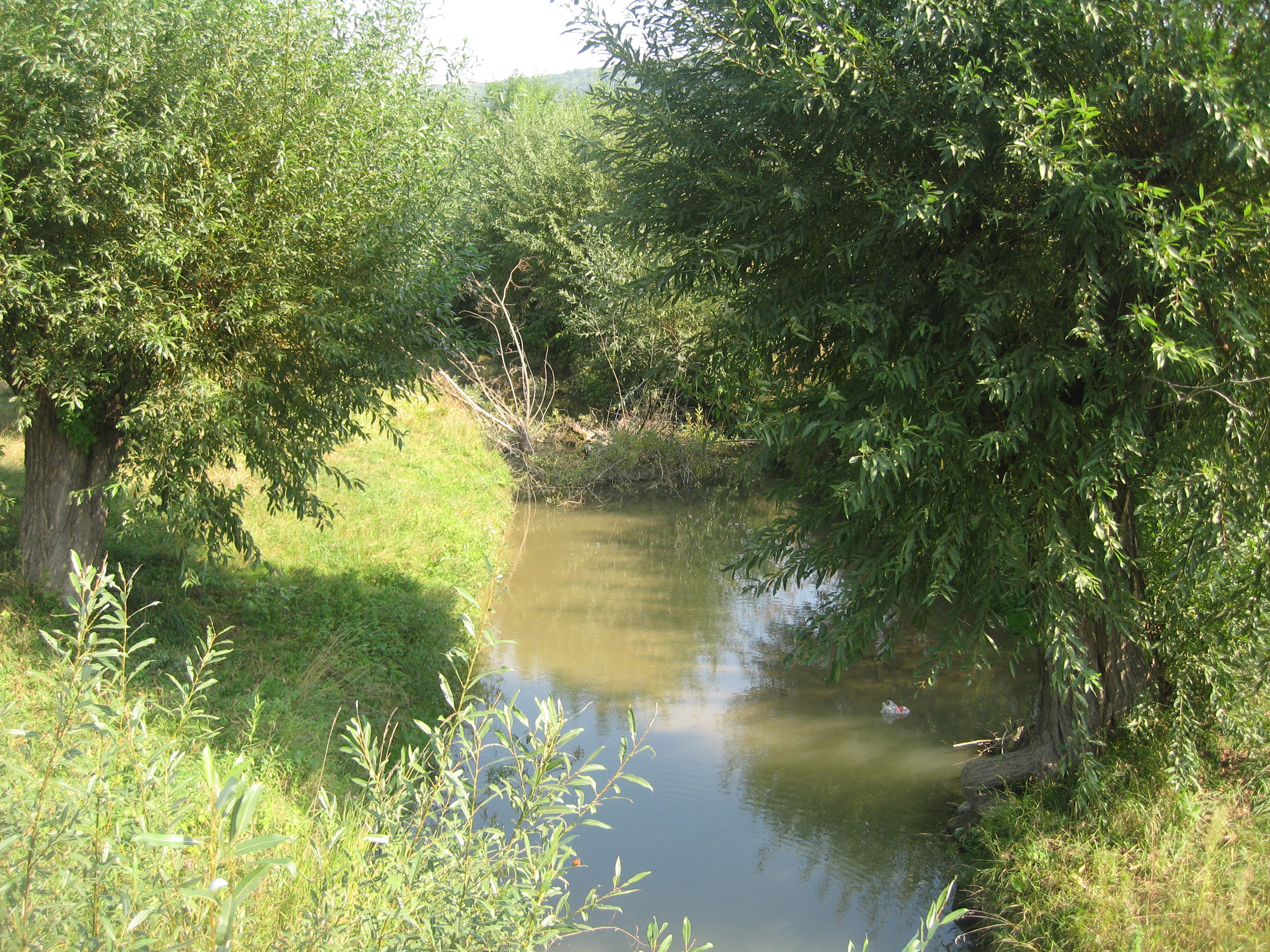
Râul Hatnuţa traversând satul Dărmăneşti
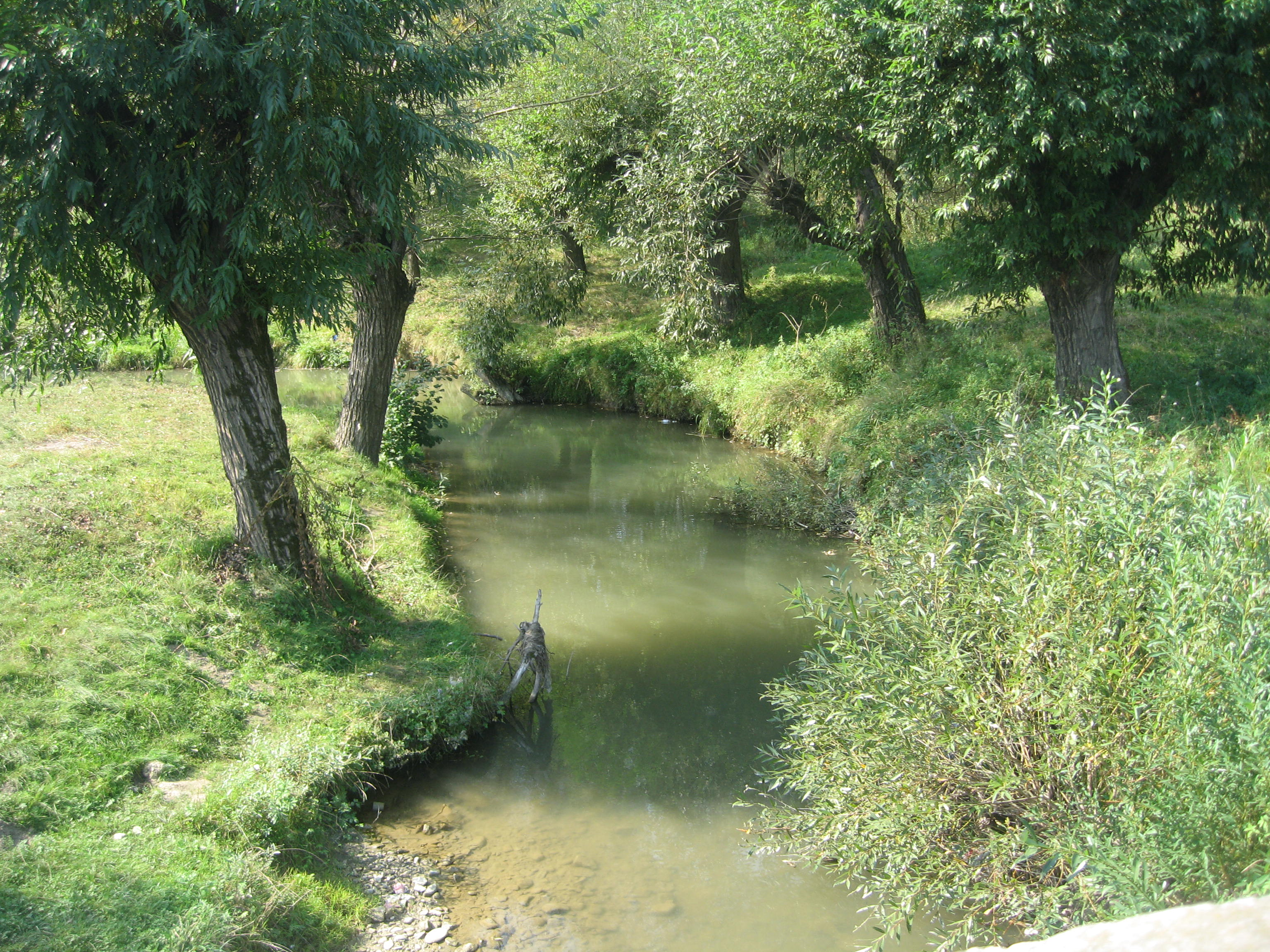
Râul Hatnuţa traversând satul Dărmăneşti